# مارتين لوبيث ثوبيرو
مارتين لوبيز زوبيرو بورسيل (بالإسبانية: Martín López-Zubero Purcell، ولد في 23 أبريل 1969، جاكسونفيل، فلوريدا، الولايات المتحدة) سبّاح إسباني. هو شقيق السبّاح الإسباني دافيد لوبيز زوبيرو.
حصل على الميدالية الذهبية في دورة الألعاب الأولمبية الصيفية عام 1992 في برشلونة، كما حاز على ميداليتين ذهبيتين في بطولات العالم للسباحة، وعلى خمس ميداليات ذهبية في بطولات أوروبا للسباحة.

## إنجازاته

### الألعاب الأولمبية الصيفية
- 1992 برشلونة  إسبانيا:  ميدالية ذهبية في سباق 200 متر ظهر.

### بطولة العالم للسباحة
- 1991 بيرث  أستراليا:  ميدالية ذهبية في سباق 200 متر ظهر.
- 1991 بيرث  أستراليا:  ميدالية برونزية في سباق 100 متر ظهر.
- 1994 روما  إيطاليا:  ميدالية ذهبية في سباق 100 متر ظهر.
- 1994 روما  إيطاليا:  ميدالية فضية في سباق 200 متر ظهر.

### بطولة أوروبا للسباحة
- 1989 بون  ألمانيا:  ميدالية ذهبية في سباق 100 متر ظهر.
- 1991 أثينا  اليونان:  ميدالية ذهبية في سباق 100 متر ظهر.
- 1991 أثينا  اليونان:  ميدالية ذهبية في سباق 200 متر ظهر.
- 1991 أثينا  اليونان:  ميدالية فضية في سباق 100 متر فراشة.
- 1993 شفيلد  المملكة المتحدة:  ميدالية ذهبية في سباق 100 متر ظهر.
- 1993 شفيلد  المملكة المتحدة:  ميدالية فضية في سباق 200 متر ظهر.
- 1997 إشبيلية  إسبانيا:  ميدالية ذهبية في سباق 100 متر ظهر.